# Charlie Grice
Charlie Grice (ur. 7 listopada 1993 w Brighton) – brytyjski lekkoatleta specjalizujący się w biegach średnich.
W 2010 po zajęciu drugiego miejsca w eliminacjach europejskich wystartował w biegu na 1000 metrów w igrzyskach olimpijskich młodzieży w Singapurze zdobywając brązowy medal. Podczas mistrzostw Europy juniorów w Tallinnie (2011) zajął dziesiąte miejsce w biegu na 1500 metrów, a rok później odpadł na tym dystansie w eliminacjach mistrzostw świata juniorów. Wraz z kolegami z reprezentacji zdobył brązowy medal w rywalizacji drużynowej (indywidualnie zajął 9. miejsce) podczas mistrzostw Europy w biegach przełajowych (2012). W 2013 zdobył srebro w biegu na 1500 metrów podczas młodzieżowych mistrzostw Europy w Tampere. Siódmy zawodnik igrzysk Wspólnoty Narodów w Glasgow (2014). W 2015 zajął 9. miejsce w biegu na 1500 metrów podczas mistrzostw świata. Dwunasty zawodnik igrzysk olimpijskich w Rio de Janeiro (2016).
Reprezentant kraju w drużynowych mistrzostwach Europy. 
Rekordy życiowe: bieg na 800 metrów (stadion) – 1:45,53 (22 lipca 2016, Londyn); bieg na 800 metrów (hala) – 1:45,62 (31 stycznia 2021, Fayetteville); bieg na 1500 metrów (stadion) – 3:30,62 (12 lipca 2019, Monako); bieg na 1500 metrów (hala) – 3:38,95 (19 lutego 2020, Liévin).

## Osiągnięcia
| Rok  | Impreza                                                  | Miejsce        | Konkurencja         | Pozycja     | Wynik   |
| ---- | -------------------------------------------------------- | -------------- | ------------------- | ----------- | ------- |
| 2010 | Eliminacje europejskie do igrzysk olimpijskich młodzieży | Moskwa         | bieg na 1000 metrów | 2. miejsce  | 2:25,27 |
| 2010 | Igrzyska olimpijskie młodzieży                           | Singapur       | bieg na 1000 metrów | 3. miejsce  | 2:21,85 |
| 2011 | Mistrzostwa Europy juniorów                              | Tallinn        | bieg na 1500 metrów | 10. miejsce | 3:51,93 |
| 2012 | Mistrzostwa świata juniorów                              | Barcelona      | bieg na 1500 metrów | eliminacje  | 3:47,05 |
| 2012 | Mistrzostwa Europy w biegach przełajowych                | Budapeszt      | bieg przełajowy     | 9. miejsce  | 19:02   |
| 2013 | Superliga drużynowych mistrzostw Europy                  | Gateshead      | bieg na 1500 metrów | 2. miejsce  | 3:39,79 |
| 2013 | Młodzieżowe mistrzostwa Europy                           | Tampere        | bieg na 1500 metrów | 2. miejsce  | 3:44,41 |
| 2014 | Superliga drużynowych mistrzostw Europy                  | Brunszwik      | bieg na 1500 metrów | 5. miejsce  | 3:38,63 |
| 2014 | Igrzyska Wspólnoty Narodów                               | Glasgow        | bieg na 1500 metrów | 7. miejsce  | 3:41,58 |
| 2014 | Mistrzostwa Europy                                       | Zurych         | bieg na 1500 metrów | 12. miejsce | 4:04,81 |
| 2015 | Halowe mistrzostwa Europy                                | Praga          | bieg na 1500 metrów | 5. miejsce  | 3:39,43 |
| 2015 | Mistrzostwa świata                                       | Pekin          | bieg na 1500 metrów | 9. miejsce  | 3:36,21 |
| 2016 | Halowe mistrzostwa świata                                | Portland       | bieg na 1500 metrów | eliminacje  | 3:49,03 |
| 2016 | Igrzyska olimpijskie                                     | Rio de Janeiro | bieg na 1500 metrów | 12. miejsce | 3:51,73 |
| 2018 | Igrzyska Wspólnoty Narodów                               | Gold Coast     | bieg na 1500 metrów | 4. miejsce  | 3:37,43 |
| 2018 | Mistrzostwa Europy                                       | Berlin         | bieg na 1500 metrów | 5. miejsce  | 3:38,65 |
| 2022 | Halowe mistrzostwa świata                                | Belgrad        | bieg na 800 m       | eliminacje  | 1:50,17 |